# 小行星9694
小行星9694（英語：9694 Lycomedes）是一颗围绕太阳公转的小行星。1960年9月26日，C. J. 万·豪敦、I. 万·豪敦-格勒内费尔德、T. 赫雷爾斯在帕洛马山发现了此天体。
这颗小行星的绝对星等为62.80548506159693等。小行星9694以希臘神話的人物呂科墨德斯命名。